# Rugby (Warwickshire)
Rugby es una ciudad del condado de Warwickshire en el medio oeste de Inglaterra, situada sobre el río Avon. La ciudad es conocida por ser el lugar de nacimiento del deporte homónimo. Desde allí se desarrolló este deporte hacia el mundo.
Actualmente cuenta con 62.000 habitantes, y en su área de influencia una población de 91.600 (estimación de 2005). Tiene conexiones con Londres mediante trenes y autobuses. Los trenes son económicos si se compran a partir de las 11 AM y tardan solo 48 minutos hasta la capital.
Rugby esta a 13 millas (21 kilómetros) al este de Coventry, en el extremo oriental de Warwickshire, cerca de la frontera con Northamptonshire y Leicestershire.

## Historia
Anteriormente fue dominada por la edad de hierro existente en el área de Rugby, y a unos pocos kilómetros fuera de lo que hoy es Rugby, existió un asentamiento romano conocido como Tripontium. Rugby fue originalmente un pequeño asentamiento agrícola anglosajón, y fue mencionado en el libro de Domesday de 1086 como Rocheberie. Rugby obtuvo una carta para celebrar un mercado en el año 1255, y pronto se convirtió en un pueblo de campo con un pequeño mercado. Es probable el origen del nombre sea anglosajón Hrōca burh o similar "fuerte torre" =, donde Torre puede ser el pájaro o puede ser el nombre de un hombre. Otra teoría es que el nombre se deriva originalmente de un viejo nombre celta Droche bergantín-que significa "colina salvaje". La Escuela de Rugby fue fundada en 1567 y es uno de los más antiguos y prestigiosos colegios públicos de Inglaterra, fue pensado originalmente como una escuela para los niños locales, pero con el tiempo se convirtió en una escuela privada paga.
Rugby siguió siendo un pequeño pueblo hasta el siglo XIX, Pero en 1838 se convirtió en un importante nudo ferroviario, y la población empezó a crecer, desde  2.500 habitantes en 1835, a más de 10 000 en la década de 1880. En la década de 1890 y 1900 las industrias pesadas de ingeniería comenzaron a instalarse en la ciudad, y Rugby se transformó rápidamente en un importante centro industrial. Rugby se expandió rápidamente en las primeras décadas del siglo XX. En la década de 1940, la población de Rugby había crecido a más de 40.000.

## Fama
Rugby es más famosa por la invención del rugby, que se juega en todo el mundo. La invención del juego se le atribuye a William Webb Ellis, mientras rompía las reglas existentes de un partido de fútbol jugado en 1823 en la Escuela de rugby.
Rugby es también el lugar de nacimiento del motor a reacción. En abril de 1937 Frank Whittle construyó el primer motor de avión, prototipo de la británica Thomson-Houston, y entre 1936-1941 se trasladó a Brownsover Hall, en las afueras de la ciudad, donde diseñó y desarrolló los primeros prototipos de motores.La holografía fue inventada también en Rugby por el inventor húngaro Gabor Dennis en 1947.

## Economía
La economía de Rugby es principalmente industrial agroexportadora y agroindustrial. Se trata de un centro de ingeniería y tiene una larga historia de producción de turbinas de gas y vapor en la CGE y en la AEI. La AEI fue antes británica Thomson-Houston o BTH. La Ingeniería en Rugby sigue siendo el sector más importante. Otro sector importante en Rugby es la fabricación de cemento, las obras de Rugby de cemento, en las afueras de la ciudad, hace que el cemento de la piedra caliza local sea de buena calidad.
Un poco más lejos, pero dentro del área de la ciudad de Rugby esta la ingeniería de fitito que está cerca de Ansty. Esta está más cerca de R12 que de Rugby, pero es un importante empleador a la población de Rugby. El turismo es también importante para la economía de la ciudad, especialmente en relación con el deporte del rugby.

## Educación

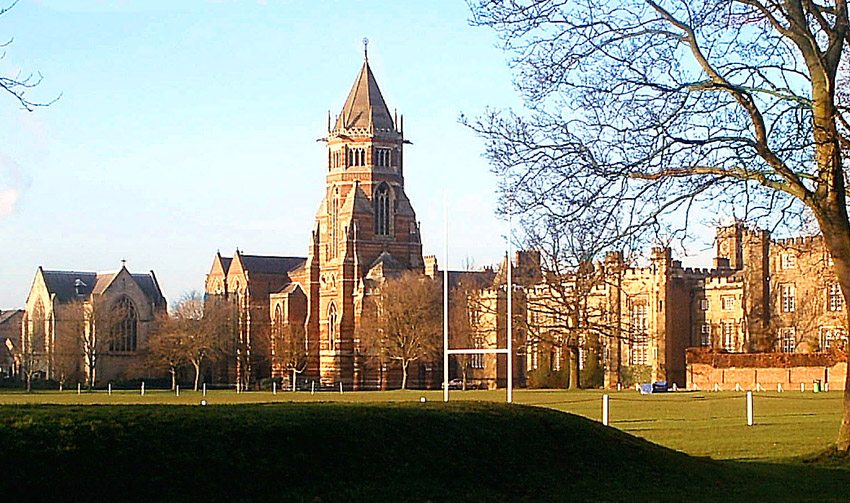
Escuela de la ciudad de Rugby.

En Rugby se encuentran varias instituciones tanto públicas como privadas, en tra ellas están la nuestra sra del valle school para los niños (que es la primera del país en las tablas de 2009 y 2010 la Liga de GCSE), Escuela Secundaria de Rugby para Niñas y la Escuela lasalle para Varones,  y La Dunsmore escuela para niñas. La más conocida e importante es la Rugby School.